# 吳建新
吳建新（1979年6月8日—），台灣偶像劇導演，代表作品有《人際關係事務所》等作品。2012年，吳建新與紀文惠結婚。

## 執導作品

### 劇集
| 首播年份 | 頻道               | 劇名                                  |
| 2009年   | 民視、八大綜合台   | 《終極三國》                          |
| 2010年   | 民視、八大綜合台   | 《愛似百匯》                          |
| 2011年   | 民視、八大綜合台   | 《旋風管家》                          |
| 2011年   | 民視、八大綜合台   | 《華麗的挑戰》                        |
| 2013年   | 民視、八大綜合台   | 《原來是美男》                        |
| 2015年   | 愛奇藝             | 《校花的貼身高手》                    |
| 2015年   | 八大綜合台         | 《明若曉溪》                          |
| 2016年   | 愛奇藝             | 《滾石音樂愛情故事-小薇、挪威的森林》 |
| 2016年   | 八大綜合台、愛奇藝 | 《終極一班4》                         |
| 2018年   | 台視、愛奇藝       | 《人際關係事務所》                    |
| 2019年   | 騰訊視頻           | 《外貌至上主義》                      |
| 2020年   | 愛奇藝             | 《半是蜜糖半是傷》                    |
| 2020年   | 三立都會台         | 《未來媽媽》                          |
| 2021年   | 騰訊視頻、愛奇藝   | 《完美的他》                          |
| 2024年   | 愛奇藝、八大戲劇台 | 《太太太厲害》                        |
| 2025年   | 華視、公視台語台   | 《成功路上》                          |